# Rhyacophila ishihanaensis
Rhyacophila ishihanaensis är en nattsländeart som beskrevs av Kobayashi 1984. Rhyacophila ishihanaensis ingår i släktet Rhyacophila och familjen rovnattsländor. Inga underarter finns listade i Catalogue of Life.